# Gandaritis reduplicata
Gandaritis reduplicata là một loài bướm đêm trong họ Geometridae.